# Ballet-Suite (De Boeck)
Ballet-Suite is een compositie voor harmonieorkest van de Belgische componist Marcel De Boeck.